# Irene Sutcliffe
Irene Sutcliffe (Burnley, Lancashire, 1924. július 12. – 2019. május 3.) angol színésznő.

## Fontosabb filmjei
Mozifilmek
- Flame (1975)
- Hová tűnt Agatha Christie? (Agatha) (1979)
- The Wars (1983)
- Breakout (1984)
- Mi ketten (Withnail & I) (1987)
- Nagyra becsülünk (We Think the World of You) (1988)

Tv-filmek
- A korona ékköve (The Jewel in the Crown) (1984)
- A Bertram szálló (Miss Marple: At Bertram's Hotel) (1987)
- Három akaratos nő (Act of Will) (1989)
- Szabadllábon (She's Out) (1995)

Tv-sorozatok
- Formula for Danger (1960, négy epizódban)
- Pathfinders in Space (1960, hét epizódban)
- Coronation Street (1968–1974, 119 epizódban)
- Z Cars (1968–1977, három epizódban)
- Doktorok (Doctors) (2000, 2010, két epizódban)